# Extended Graphics Array

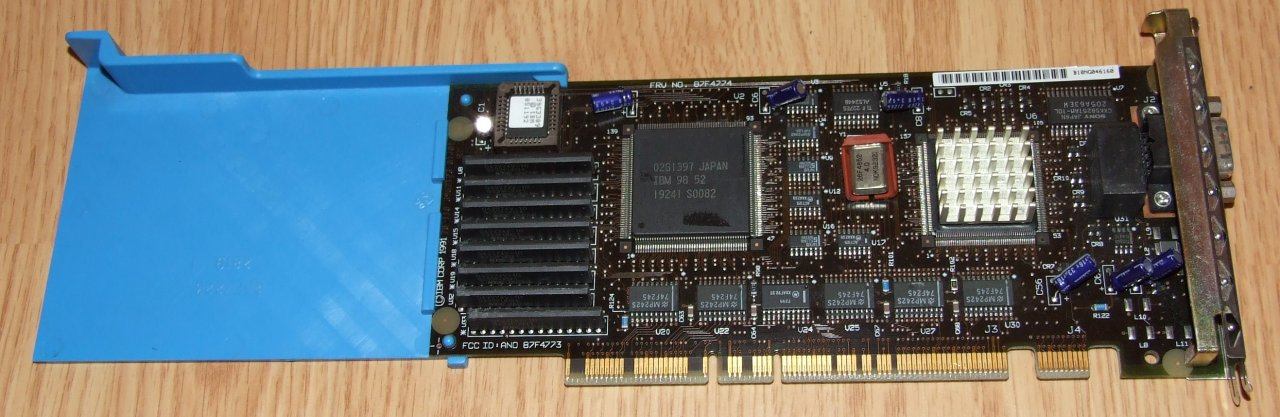
Tarjeta gráfica IBM XGA-2

Extended Graphics Array ( abreviado XGA ) se refiere tanto a un tipo de tarjeta gráfica que introdujo IBM el 30 de octubre de 1990 para la serie de computadoras IBM Personal System/2 (XGA Display Adapter/A), así como el estándar de gráficos asociado.
Además del XGA Display Adapter/A original, IBM también fabricó el XGA-2 Display Adapter/A, que permitió lograr una mayor profundidad de color para el modo 1024×768 y mayor frecuencia de refresco de pantalla, además de una resolución de 1360×1024 a 16 colores. Todos estos modos de pantalla conservan la relación de aspecto 4:3 redondeado a 8 píxeles.
El formato de presentación de gráficos XGA no es un reemplazo para el estándar Super VGA, sino solo un conjunto particular de modos de pantalla dentro del rango permitido por este. No debe confundirse XGA con el estándar VESA EVGA, comercializado en las mismas fechas.

## Técnica
El hardware XGA era compatible con versiones anteriores del estándar de gráficos VGA, la interfaz del controlador 8514/A y también ofrecía un modo texto de 132 columnas (40 y 80 eran comunes). La resolución de imagen máxima era de 1024x768 píxeles, la profundidad de color máxima era de 16 bits (65 536 colores). Aunque estos valores máximos no se pudieron alcanzar al mismo tiempo por razones de memoria, 256 colores con 1024 × 768 píxeles o 65 536 colores con  800x600 píxeles fueron posibles con una expansión de la memoria gráfica. El Framebuffer se puede abordar directamente con tarjetas gráficas XGA, de modo que su hardware teóricamente puede ofrecer cualquier combinación de resolución y profundidad de color, siempre que la memoria gráfica sea suficiente. A diferencia del VGA normal y análogo al 8514/A, tienen comandos de caracteres acelerados por hardware y visualización del cursor.

## Paradero
El estándar XGA no pudo afirmarse en el campo de las computadoras compatibles PC. Las tarjetas gráficas compatibles con SVGA de terceros fabricantes que aparecieron un poco más tarde eran comparablemente flexibles gracias a la compatibilidad con VESA, lograron un rendimiento similar y estaban disponibles para todas las arquitecturas de bus. Sin embargo, las características del estándar XGA fueron el modelo para estos antepasados del hardware de gráficos de PC moderno.

## Otros significados
Basado en este estándar de gráficos, el nombre "XGA" también se usó en un sentido más amplio para un modo de imagen dentro del estándar VESA 2.0, que corresponde a la resolución de imagen máxima (1024 × 768 píxeles) del estándar XGA. Además, VESA 2.0 incluye el modo de imagen SXGA (Super XGA), con 1280 × 1024 píxeles, que, aparte del nombre, no tiene nada que ver con el estándar original. Las designaciones de marketing similares para ciertos modos de imagen que surgieron en la década de 2000 y que también contienen la abreviatura XGA no están relacionadas con el estándar XGA.